# Albert Bezançon
Pour les articles homonymes, voir Bezançon.
Albert Jules Bezançon, né le 13 novembre 1879 à Boulogne-sur-Seine, le 7 janvier 1983, est un médecin, spécialiste de la tuberculose, historien, humaniste français et boulonnais.

## Biographie

### Une dynastie de médecins
Il nait à Boulogne-Billancourt, au numéro 56 de la Grande Rue (actuelle avenue Jean-Baptiste-Clément) où était installé le cabinet de son père Jules (1836-1909), médecin de 1862 à 1908. Son frère aîné, Fernand (1868-1948) et lui font des études de médecine.
Albert publie sa thèse sur : Conformations thoraciques chez les tuberculeux, en 1906. Il prend, en 1908, la succession de son père, en installant son cabinet au 72 de l’avenue Jean-Baptiste-Clément et exercera ses fonctions jusqu'à 92 ans.
Fernand est professeur en médecine, président de l'académie de médecine.

### Une vocation d'hygiéniste
Il est mobilisé en 1914. On le retrouve en 1916 dans le Morbihan, à l'hôpital sanitaire de la IXe région à Sainte-Anne-d'Auray. Il y publie un ouvrage de conseil aux malades,. Enjuin 1918, il est blessé, et reçoit la Légion d'Honneur à titre militaire. En 1919, tout en continuant d'exercer comme généraliste, il est nommé  médecin chef du dispensaire, rue Rieux.
Soutenu par le maire de Boulogne, André Morizet, il entame une croisade contre la tuberculose, véritable fléau qui cause, à l’époque, des ravages dans la population ouvrière de Boulogne-Billancourt. Il met ainsi en place une politique sanitaire en faveur de l’enfance : création d’un corps d’infirmières scolaires, soins dans une polyclinique scolaire, consultations au dispensaire antituberculeux. En 1920, il est nommé directeur du bureau d'hygiène. Il met en place toute la surveillance sanitaire des enfants dans les écoles. En 1924, aidée par M. de Rothschild, la ville achète à l’orée du bois de Fausses-Reposes, une villa toute équipée, qui devient le préventorium des Peupliers.
Il publiera un article : « La tuberculose et les blanchisseurs ». Il participe aux travaux de la Société de médecine publique et de génie sanitaire, au grand amphithéâtre de l'Institut Pasteur à Paris. Il présente une communication sur La lutte antituberculeuse à Boulogne-Billancourt : l'importance de l'action du Bureau d'Hygiène. Il insiste sur l'importance des logements précaires d'un grand nombre d'ouvriers émigrés des usines Renault à Billancourt.
En dehors de ses activités médicales, c'est un féru de dessin et de peinture comme de l’histoire. Il participe au salon des Médecins en 1937, avec L'Automne d'Île-de-France.

### Les bombardements de la RAF
Durant la Seconde Guerre mondiale, il devient le médecin-chef de la défense passive à Boulogne. Pendant les bombardements de la Royal Air Force (RAF) (3 mars 1942) sur la région parisienne et Boulogne, il resta 48 heures à son poste de secours et soigna 2 500 blessés dont 400 furent dirigés sur les hôpitaux.
Il reçut à ce titre la Médaille d'Or de la Défense Passive. Il sera toujours présent lors des bombardements de 1943, sur Boulogne-Billancourt.

### Créateur de société savante et du musée
En 1947, il est élu conseiller municipal et le restera jusqu'en 1971. Il contribue activement à la création, puis au fonctionnement de la Société historique de Boulogne-Billancourt. Avec l'archiviste municipal, Eugène Couratier, ils animeront les recherches sur Boulogne. Le point d'orgue de ces travaux sera leurs réunions et la publication des comptes rendus en 1972, sous forme d'un livre broché, ainsi que le musée dont il devint le conservateur en 1954, jusqu'à sa mort en 1983.
Il organise une exposition, avec d'autres, sur les sculpteurs du Parc des Princes : du moderne style aux années 1930, octobre novembre 1976. Ce travail préparatoire à l'ouverture du Musée qui deviendra après transformation celui des années 1930. Un dernier livre sur l'histoire de Boulogne-Billancourt, associé avec Gérard Caillet, sera publié en hommage après son décès. Une école maternelle prendra son nom.